# Yuri Bandazhevski
Yuri Ivanovich Bandazhevski (en bielorruso: Юрый Бандажэўскі / Yuri Bandazheŭski, en ruso: Юрий Иванович Бандажевский; nacido el 9 de enero de 1957 en la Unión Soviética), antiguo director del Instituto Médico de Gomel (Bielorrusia), es un científico que investigó las consecuencias sanitarias del accidente de Chernóbil. Fue el primero en crear un instituto en Bielorrusia, en 1989, dedicado específicamente a la investigación científica del accidente de Chernóbil de 1986.

## Biografía
En 1978, Bandazhevski contrajo matrimonio con Galina Bandazhévskaia, doctora especializada en pediatría. Yuri Bandazhevski estudió en el Instituto Médico de Grodno y se especializó en anatomía patológica. Defendió su tesis doctoral en 1987, un año después del accidente de Chernóbil, y fue nombrado director en el Laboratorio Central de Investigaciones Científicas. En 1990, fue nombrado director del Instituto Médico Gomel.

## Encarcelamiento
En junio de 2001 Yuri Bandazhevski fue condenado a ocho años de cárcel, acusado de haber recibido sobornos de padres de algunos estudiantes. El director del instituto Deputy, Vladímir Ravkov, también fue condenado a ocho años en prisión. El abogado de Bandazhevski afirmó que su cliente había sido condenado sobre la base de dos testimonios bajo presión, y que no había ninguna prueba material.
De acuerdo a muchos grupos defensores de los derechos humanos, el doctor Bandazhevski es considerado un preso de conciencia. Amnistía Internacional ha afirmado en su página web: “Se cree que su encarcelamiento estuvo relacionado con su investigación científica en torno al accidente de Chernóbil, y su abierta crítica a la respuesta oficial al desastre del reactor nuclear de Chernóbil y lo que supuso para las personas que vivían en la región de Gomel”. Fue arrestado al poco de que publicase informes críticos con la investigación oficial que se estaba llevando a cabo con respecto al accidente de Chernóbil.
Yuri Bandazhevski fue puesto en libertad el 5 de agosto de 2005, bajo la prohibición de salir de Bielorrusia durante cinco meses. Posteriormente fue invitado por el alcalde de Clermont-Ferrand, en Francia, para trabajar en la universidad y en un hospital investigando sobre las consecuencias de Chernóbil. Clermont-Ferrand había estado vinculada desde 1977 a Gomel, donde Bandazhevski había trabajado. En Francia tiene bastantes apoyos por parte de la "Comisión de investigación e información independiente acerca de la radiactividad".

## Trabajo científico
En varias autopsias, se midieron los niveles de cesio-137 en órganos de niños. La mayor acumulación de cesio-137 se encontró en las glándulas endocrinas, especialmente en la tiroides, las adrenales y el páncreas. También se encontraron niveles elevados en el corazón, el timo y el bazo.